# Wilhelm Gesenius

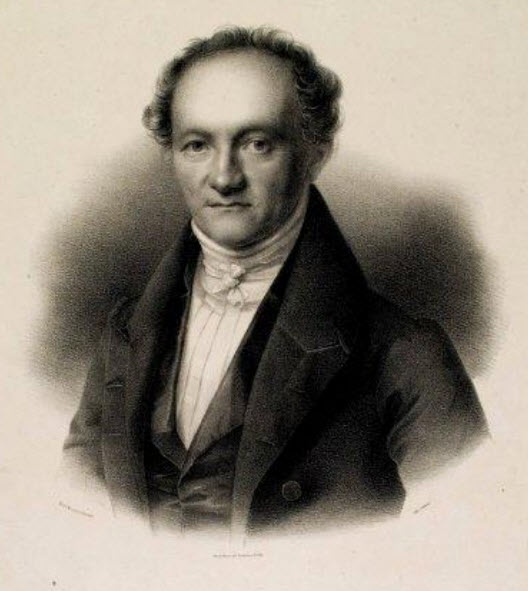
Wilhelm Gesenius

Heinrich Friedrich Wilhelm Gesenius (* 3. Februar 1786 in Nordhausen; † 23. Oktober 1842 in Halle an der Saale) war ein deutscher Theologe, Gelehrter der Kulturen und Geschichte des Nahen Ostens und einer der bedeutendsten Gelehrten und Erforscher der semitischen Sprachen, besonders des Hebräischen.

## Leben

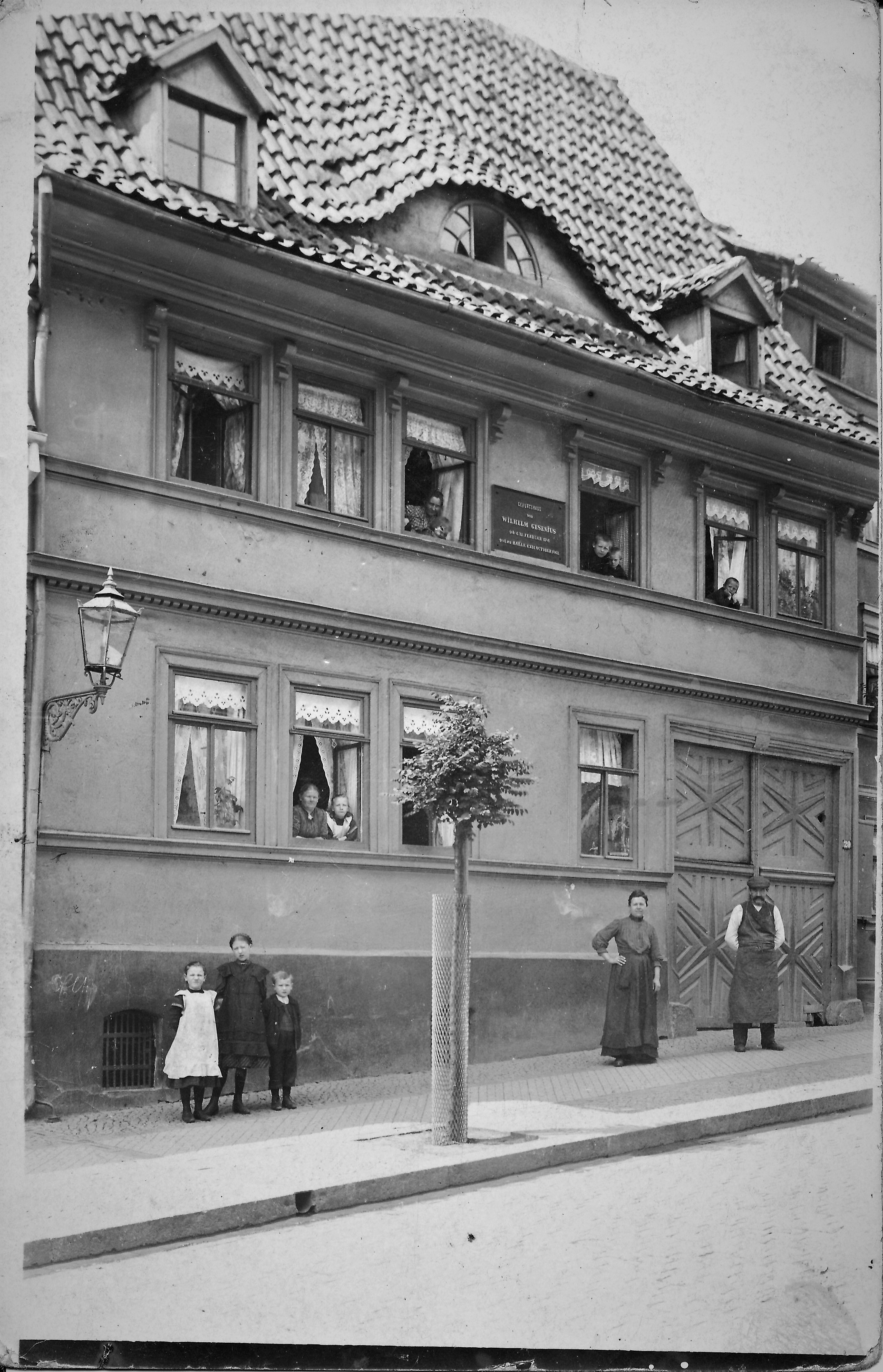
Geburtshaus Wilhelm Gesenius in Nordhausen, Baltzerstraße 20, mit Gedenktafel (wurde Anfang April 1945 beim Bombenangriff zerstört)

Heinrich Friedrich Wilhelm wurde als Sohn des Nordhäuser Arztes Wilhelm Gesenius (1761–1801) geboren. Er empfing zunächst Privatunterricht und besuchte anschließend bis 1803 das Gymnasium in Nordhausen. Nach dem frühen Tod des Vaters wurde er vom Philologen und damaligen Rektor des Gymnasiums, Christian Ludwig Lenz (1760–1833), aufgenommen.
Gesenius studierte an der Universität Helmstedt Philosophie und Theologie bei Heinrich Henke. Er wurde 1813 zum Doktor der Theologie und Philosophie promoviert, war Königlich Preußischer Konsistorialrat, seit 1810 außerordentlicher Professor und noch im selben Jahr ordentlicher Professor an der Theologischen Fakultät der Universität Halle, Mitglied der Berliner Akademie der Wissenschaften, der Asiatischen Gesellschaften von Paris, Großbritannien und Irland und der Philosophischen Gesellschaft zu Cambridge. Seine Vorlesungen erfreuten sich außergewöhnlicher Popularität. In einem Nachruf wird davon berichtet, dass er zuweilen bis zu tausend Hörer hatte, bei einer Gesamtzahl von 1500 Studenten an der Universität Halle-Wittenberg.
Seine Geburtsstadt Nordhausen verlieh ihm zu seinem 50. Geburtstag 1836 den Ehrenbürgerbrief der Stadt.

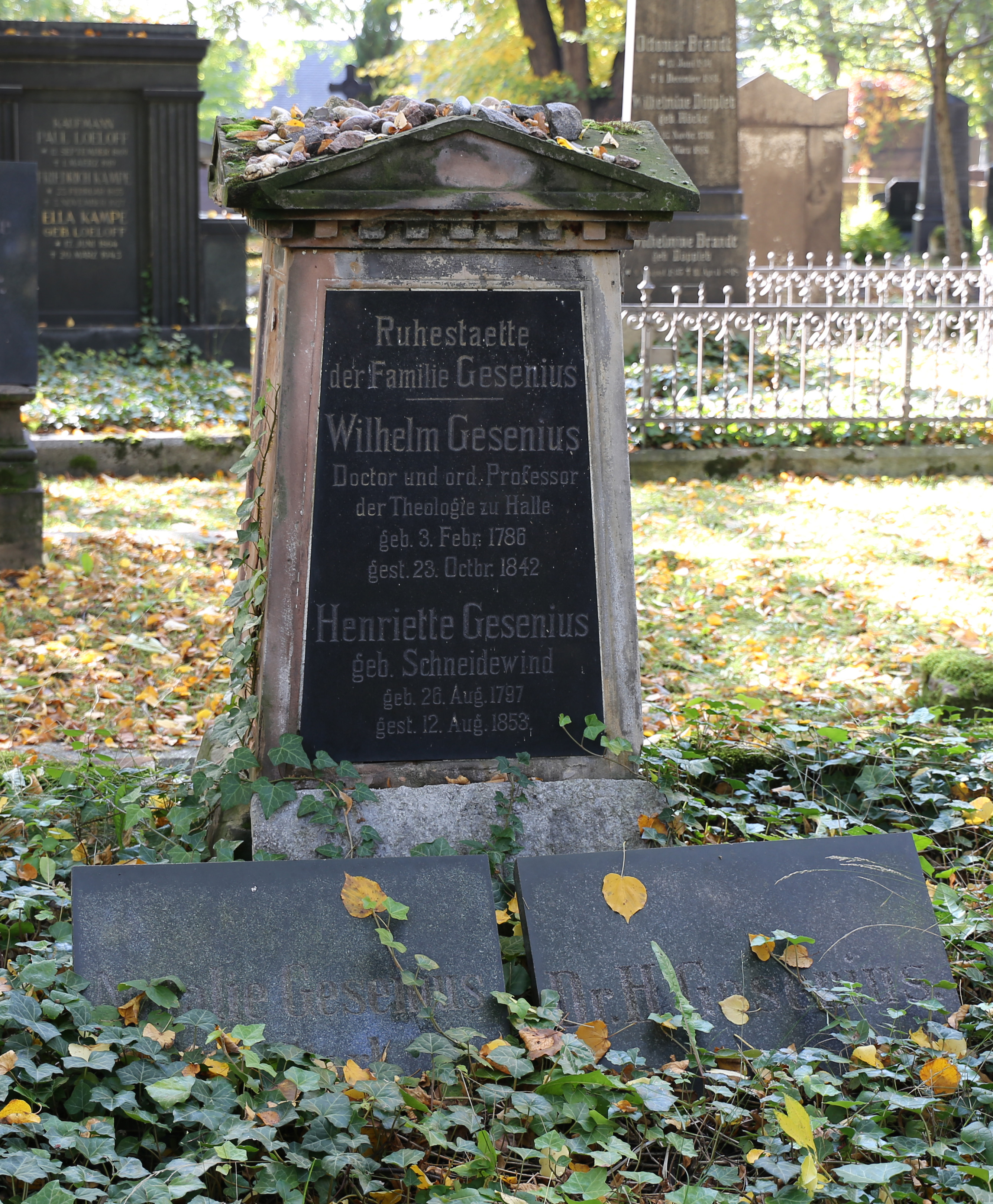
Grabstelle der Familie Gesenius

Gesenius war mit Henriette Gesenius geb. Schneidewind (1797–1853) verheiratet. Das gemeinsame Grab befindet sich auf dem Stadtgottesacker in Halle an der Saale (Abteilung I Grab 227). Das fünfte Kind, Franz, wurde Jurist und Kommunalbeamter in Berlin. Sein Sohn Friedrich Wilhelm Gesenius, siebentes von zehn Kindern, wurde als Anglist ebenfalls wie sein Vater Lehrbuchautor für Fremdsprachen.

## Wissenschaftliches Werk
Gesenius’ Arbeiten zur hebräischen Sprachforschung gelten als bahnbrechend. Er zählt zu den Ersten, die das Studium der semitischen Sprachen mit wissenschaftlichem Anspruch betrieben. Als gemäßigter (theologischer) Rationalist geriet er damit in Opposition zur zeitgenössischen Haltung, die semitischen Sprachen seien geheiligt. Umfassende historische, archäologische und religionsgeschichtliche Kenntnisse verleihen seinen Werken zusätzliche Autorität als führender Orientalist seiner Zeit.
Lexikografie und Grammatik waren seine Hauptgebiete. Der Einfluss seiner Arbeiten erstreckt sich bis in die heutige Zeit. Seine Hebräische Grammatik wird noch heute in reprografischen Nachdrucken der Anfang des 20. Jahrhunderts erschienenen Auflagen verlegt und verwendet.
Sein Hebräisches und Aramäisches Handwörterbuch über die Schriften des Alten Testaments erschien in mehreren Teilen von 1810 bis 1812. Es gab davon kürzere Fassungen für den Schulunterricht und mehrere Überarbeitungen und Neuauflagen. Es begründete die moderne Lexikografie des Hebräischen. Hinsichtlich seiner Bedeutung und seines Einflusses dürfte Gesenius alle anderen hebräischen Lexikographen in den Schatten stellen. Das Wörterbuch kam zuletzt 2013 in der 18. Auflage in einer grundlegenden Neubearbeitung durch Rudolf Meyer und Herbert Donner heraus, die zuvor von 1987 bis 2012 in sieben Einzellieferungen erschienen war. Sowohl die Grammatik als auch das Wörterbuch wurden auch auf Lateinisch und Englisch herausgebracht und waren Vorbild für Grammatiken und Wörterbücher in weiteren Sprachen.
Das Wörterbuch bildete die Grundlage für die Semitistik als sprachvergleichendes Fach. Gesenius leistete aber auf dem Gebiet der semitischen Sprachen noch viel mehr:
- Der aramäische Teil des Handwörterbuchs setzte für lange Zeit den Standard für die aramäische Lexikographie. Zur Zeit Gesenius’ wurde das Aramäische noch Chaldäisch genannt.
- Seine Schrift Versuch über die maltesische Sprache von 1810 legte die Grundlage für die Maltesiologie. Gesenius konnte nachweisen, dass Maltesisch nicht eine Form des Punischen, sondern mit dem Maghrebinischen verwandt ist und somit eine eigenständige Entwicklung des Arabischen darstellt.
- Gesenius forschte intensiv im Bereich des Phönizischen und des Punischen. Das Ergebnis seiner Forschungen mündete in die Publikation von Scripturae linguaeque phoeniciae monumenta von 1837.
- Gesenius schuf auch eine Grundlage für das Studium von semitischen Inschriften. Er war ein erfolgreicher semitischer Epigraphiker.
- Die Schrift Himjaritische Sprache und Schrift und Entzifferung der letzteren gibt die erste Interpretation von sabäischen Inschriften. Die Sabäische Sprache war zu dieser Zeit noch völlig unbekannt.
- Gesenius veröffentlichte mehrere Schriften über das literarische Erbe der Samaritaner und wurde somit zum Begründer der Samaritanologie. Er unterzog das Material als erster einer systematischen Analyse.

## Gesenius-Gastprofessur

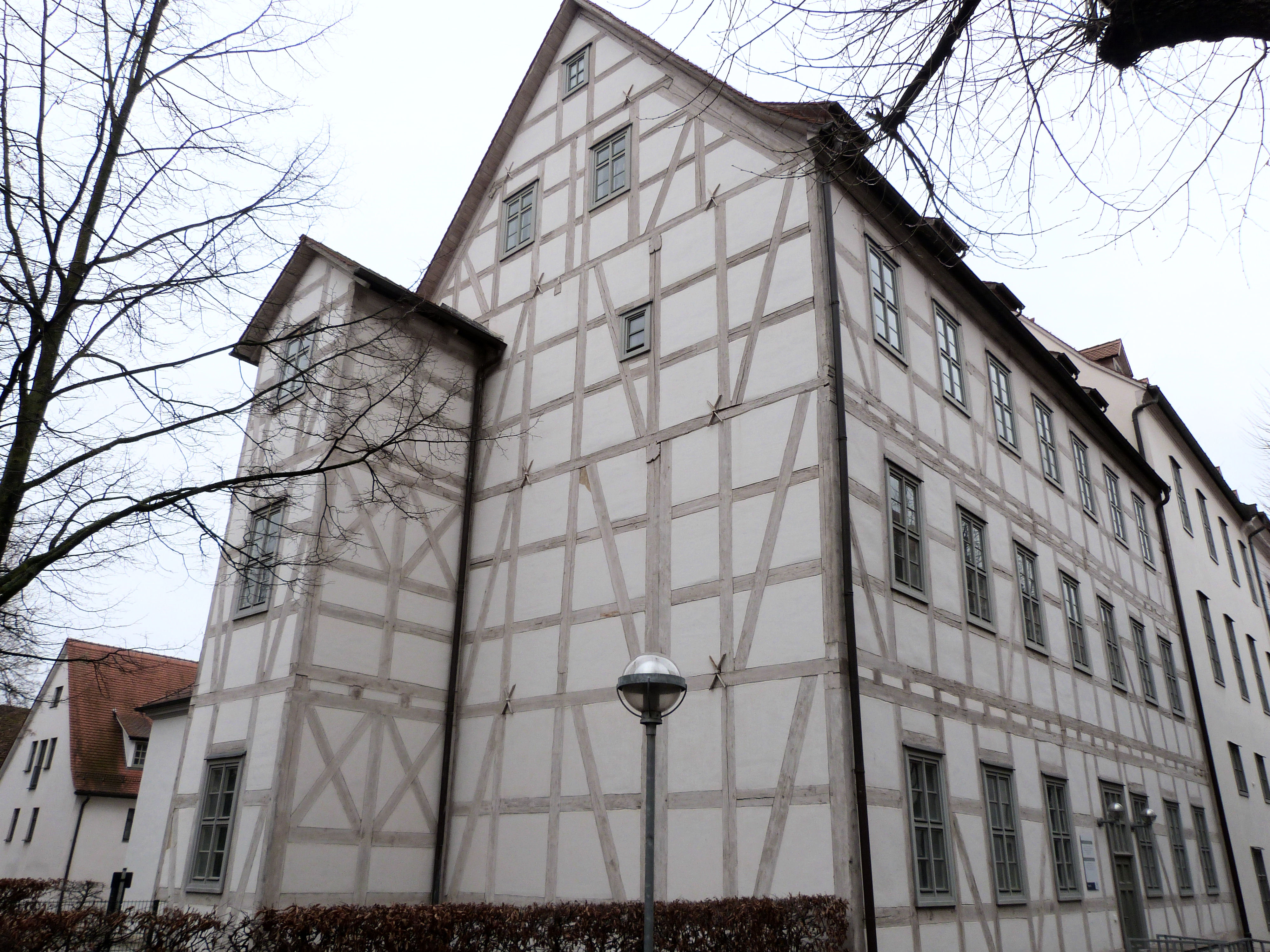
Institut für Bibelwissenschaften Halle im Haus 25 der Franckeschen Stiftungen

Die Tradition von Gesenius wird insbesondere an der Universität Halle bis heute lebendig gehalten. So ist es üblich, dass Studenten vor dem Hebraicum, in dem „der Gesenius“ ein übliches Hilfsmittel ist, auf den Stadtgottesacker pilgern und einen Stein auf sein Grab legen.
Seit 2012 wird am dortigen Institut für Bibelwissenschaften in unregelmäßigen Abständen eine Gesenius-Gastprofessur an herausragende Hebraisten verliehen. Eine Besonderheit ist, dass die Unterrichtssprache in den Kursen der Gastprofessoren meist das moderne Hebräisch ist.
Folgende Gesenius-Gastprofessoren gab es bisher:
- Avraham Tal (2012)
- Moshe Florentin (2013)
- Emanuel Tov (2014)
- Moshe Bar-Asher (2016)
- Robert A. Harris (2018)
- Elisha Qimron (2019)
- Itamar Kislev (2020)

## Schriften

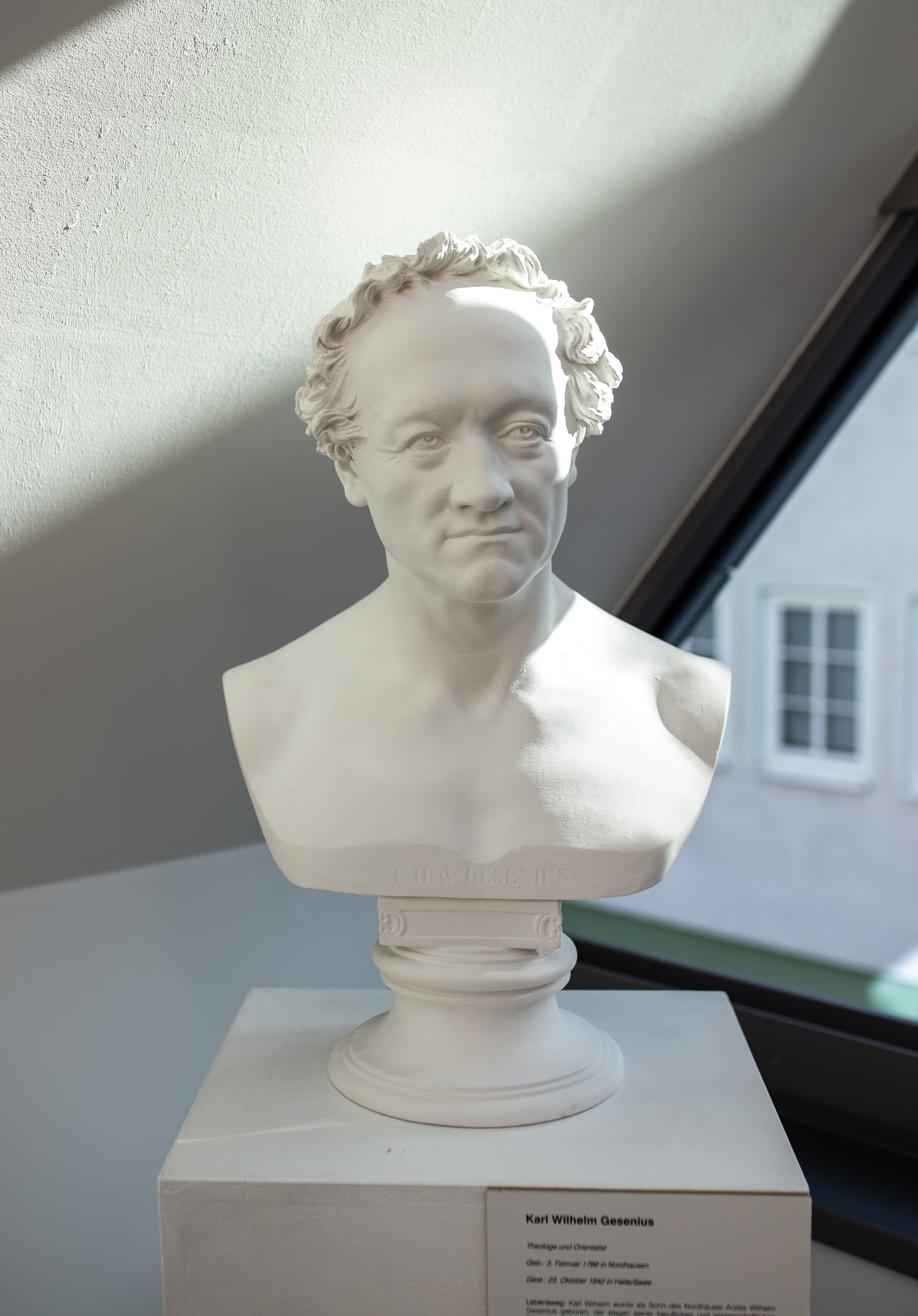
Büste im Stadtmuseum „Flohburg“ in Nordhausen

- Symbolae observationum in Ovidii fastos, novae Fastorum editionis specimen. Dissertation Göttingen 1806
- Versuch über die maltesische Sprache. 1810
- Hebräisch-deutsches Handwörterbuch über die Schriften des Alten Testaments mit Einschluß der geographischen Nahmen und der chaldäischen Wörter beym Daniel u. Esra. 2 Tle., 1810/1812
- Hebräische Grammatik. 1813. 28. Aufl. Leipzig 1909, archive.org. Neudruck: Georg Olms Verlag, Hildesheim 1983, ISBN 3-487-00325-2
- Neues Hebräisch-deutsches Handwörterbuch über das Alte Testament mit Einschluß des biblischen Chaldaismus. Leipzig 1815, ab 10. Aufl. 1886: Hebräisches und Aramäisches Handwörterbuch über das Alte Testament.
  - 16. Aufl. in Verbindung mit Heinrich Zimmern, Wilhelm Max Müller, Otto Weber; Bearbeitet von Frants Buhl, Digitalisat der 16. Aufl. 1915.
  - 17. Auflage: unveränderte fotografisch reproduzierte Nachdrucke der 16. Auflage. Auch nach Erscheinen der 18. Auflage im Jahr 2013 sind weiterhin Nachdrucke der inzwischen gemeinfreien 17. Auflage im Buchhandel erhältlich.
  - 18. Auflage. Neu bearbeitet und hrsg. von Herbert Donner. Springer Verlag, Berlin u. a. 2013, ISBN 978-3-642-25680-6. Die 18. Auflage war zuvor seit 1987 in Einzellieferungen erschienen.

- Hebräisches Lesebuch. 1814, 7. Aufl. 1844
- Geschichte der hebräischen Sprache und Schrift. 1815, archive.org
- De pentateuchi Samaritani origine, indole et auctoritate commentatio philologico-critica. Halle 1815, archive.org
- Hebräisches Elementarbuch. 1813
- Ausführliches grammatisch-kritisches Lehrgebäude der hebräischen Sprache. Mit Vergleichung der verwandten Dialekte. 1817
- Der Prophet Jesaia, übersetzt und einem philologisch-kritischen und historischen Kommentar begleitet. 3 T., 1820 f.
- Thesaurus philologicus criticus linguae hebraeae et chaldaeae Vet. Test. Bd. I, 1828, Bd. II, 1839, Bd. III, 1, 1842, Bd. III, 2, 1853, Indices, 1858, die 2 letzten Bde. hrsg. v. E. Rödiger
- Paläolographische Studien über phönizische und punische Schrift. 1835
- Scripturae linguaeque Phoeniciae monumenta quotquot supersunt edita et inedita ad autographorum optimorumque exemplorum fidem. 3 Teile, Leipzig 1837